# Сент-Андре (Тарн)
Сент-Андре́ (фр. Saint-André, окс. Sant Andrieu) — коммуна во Франции, находится в регионе Юг — Пиренеи. Департамент — Тарн. Входит в состав кантона От-Даду. Округ коммуны — Альби.
Код INSEE коммуны — 81240.

## География

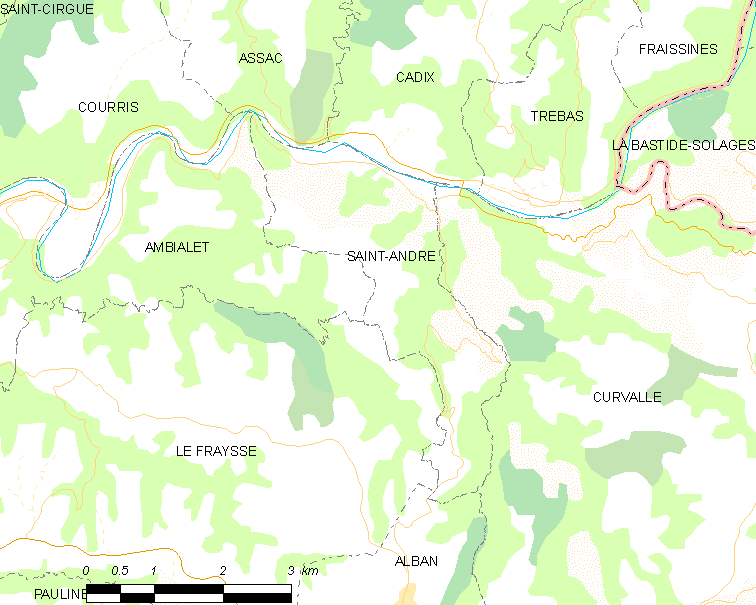
Карта коммуны

Коммуна расположена приблизительно в 550 км к югу от Парижа, в 90 км северо-восточнее Тулузы, в 26 км к востоку от Альби.
На севере коммуны протекает река Тарн.

## Климат
Климат умеренно-океанический. Зима мягкая и дождливая, лето жаркое с частыми грозами. Ветры довольно редки.

## Население
Население коммуны на 2010 год составляло 100 человек.
| 1962 | 1968 | 1975 | 1982 | 1990 | 1999 | 2010 |
| ---- | ---- | ---- | ---- | ---- | ---- | ---- |
| 189  | 179  | 135  | 107  | 102  | 107  | 100  |

## Экономика
В 2007 году среди 63 человек в трудоспособном возрасте (15—64 лет) 39 были экономически активными, 24 — неактивными (показатель активности — 61,9 %, в 1999 году было 71,2 %). Из 39 активных работали 33 человека (18 мужчин и 15 женщин), безработных было 6 (5 мужчин и 1 женщина). Среди 24 неактивных 7 человек были учениками или студентами, 14 — пенсионерами, 3 были неактивными по другим причинам.

## Достопримечательности
- Церковь XV века. Исторический памятник с 1971 года.[4]
- Замок Монтю (XVI век). Исторический памятник с 1971 года.[5]